# 金秀珍 (1974年)
金秀珍（韓語：김수진，1974年9月29日—），韓國女演員，2001年以電影《戀愛素描》出道。

## 作品

### 電視劇
- 2016年：tvN《Signal》飾演 金允貞的母親
- 2016年：SBS《Doctors》飾演 海靜的前班導
- 2016年：SBS《浪漫醫生金師傅》飾演 急診室患者的家屬
- 2016年：SBS《藍色海洋的傳說》飾演 女兒於醫療事故中身亡的母親
- 2017年：KBS 2TV《學校2017》飾演 吳莎朗的母親
- 2017年：tvN《機智牢房生活》飾演 朴俊英的母親
- 2018年：JTBC《Misty》飾演 尹頌怡
- 2018年：tvN《認識的妻子》飾演 張滿玉
- 2018年：KBS 2TV《Drama Special－金槍魚與海豚》飾演 尹會長
- 2019年：tvN《成為王的男人》飾演 朴尚宮
- 2019年：tvN《觸及真心》飾演 李世珍
- 2019年：Netflix《我的全像情人》飾演 蘭圖的母親
- 2019年：OCN《救救我2》飾演 金美善
- 2019年：OCN《Watcher》飾演 廉東淑
- 2019年：SBS《Stove League》飾演 林美善
- 2020年：tvN《機智醫生生活》飾演 宋秀彬
- 2020年：tvN《一半的一半》飾演 宋真善
- 2020年：JTBC《宵夜男女》飾演 車珠熙
- 2020年：tvN《（了解得不多也無妨）是一家人》飾演 秀麗院院長
- 2020年：tvN《九尾狐傳》飾演 福惠子
- 2020年：KBS 2TV《出軌的話就死定了》飾演 楊真善
- 2021年：tvN《Navillera》飾演 沈聖淑
- 2021年：JTBC《Undercover》飾演 閔尚雅
- 2021年：tvN《機智醫生生活2》飾演 宋秀彬
- 2021年：tvN《Hometown》飾演 鄭敏實
- 2021年：KBS 2TV《學校2021》飾演 趙容美
- 2022年：Coupang Play《安娜》飾演 金室長
- 2022年：MBC《野豬狩獵》飾演 彩情[3]
- 2022年：SBS《今日的網漫》飾演 姜慶子
- 2022年：Disney+《舊案尋兇》飾演 申正愛
- 2023年：KBS2《頭腦共助》飾演 申智螢
- 2023年：JTBC《代理公司》飾演 崔政民
- 2023年：tvN《九尾狐傳1938》飾演 福惠子
- 2023年：Disney+《舊案尋兇2》饰演 申正爱
- 2023年：tvN《O'PENing 2023—夏日感冒》饰演 商店姨母
- 2023年：TV朝鮮《我的Happy End》飾演 吳秀珍
- 2024年：tvN《不可能的婚禮》飾演 徐東玉
- 2024年：MBC《搜查班長1958》饰演 奥黛丽·高（特别出演）

### 電影
- 2001年：《戀愛素描》飾演 英淑
- 2002年：《叢林果汁》飾演 記者
- 2004年：《微笑》飾演 敏秀的妻子
- 2006年：《善良的孩子》
- 2012年：《火車》飾演 仲根的妻子
- 2012年：《摩天樓》飾演 英奇的妻子
- 2015年：《黑祭司們》飾演 金神父的妹妹
- 2016年：《大演員》飾演 慧媛
- 2016年：《隧道》飾演 公聽會參與者B
- 2016年：《我一個人的假期》飾演 江才的妻子
- 2016年：《阿修羅》飾演 市議員
- 2017年：《女教師》飾演 女教師1
- 2017年：《單身騎士》飾演 未亡人
- 2017年：《沉默的目擊者》飾演 審判長
- 2017年：《1987：黎明到來的那一天》飾演 妍熙的母親
- 2018年：《非賣品》飾演 律師
- 2019年：《生日》飾演 佑燦的母親
- 2020年：《超“人”氣動物園》飾演 徐律師
- 2020年：《陰櫥》飾演 明珍的母親
- 2023年：《Open the Door》（오픈 더 도어）[4]

## 外部連結
- 金秀珍的Instagram帳戶
- 金秀珍在NAVER上的资料
- 金秀珍在韩国电影数据库（KMDb）上的資料（韓語）
- 金秀珍在互联网电影资料库（IMDb）上的資料（英文）